# Агани, Фехми
Фехми Агани (алб. Fehmi Agani; 23 января 1932, Джяковица — 6 мая 1999, Липлян) — косовский социолог и политик, имевший в 1990-х годах репутацию выдающегося мыслителя и политического стратега Демократической лиги Косово. Он представлял её на международных переговорах до начала Косовской войны в 1998 году, но был убит, по-видимому, югославскими силовиками уже во время войны.

## Ранние годы
Фехми Агани родился в Джяковице (Королевство Югославия), а учился в приштинской школе. Он поступил на факультет искусств Белградского университета, который окончил в 1959 году, а в 1964 году получил степень магистра политических наук. Впоследствии он преподавал социологию в Приштине, получил докторскую степень и занял преподавательскую должность в Приштинском университете. Агани также занимал пост директора Албанологического института с 1967 по 1970 год, а также декана философского факультета с 1978 по 1980 год. Власти лишили его права на преподавание в 1981 году и исключили из университета в рамках кампании против косовских албанских учёных после студенческих протестов, случившихся в Косово в том же году.

## Политическая карьера
Агани был избран членом-корреспондентом Академии наук и искусств Косово в 1994 году и стал её действительным членом два года спустя. Он участвовал в политических дискуссиях о будущем Косово, работая под началом Ибрагима Руговы в качестве соучредителя и заместителя главы Демократической лиги Косово, в которой заслужил репутацию выдающегося мыслителя и политического стратега. Агани возглавлял албанские делегации на переговорах, предшествовавших Косовской войне 1998—1999 годов, в том числе будучи одним из главных косовских переговорщиков на конференции в Рамбуйе. В качестве одного из главных сторонников идеи ненасилия и примирения, он основал Форум по этническим отношениям с целью содействия диалогу между албанцами и сербами. Косоварский философ Шкельзен Малики впоследствии следующим образом описал роль Агани:
в большей степени независимый игрок и, по сравнению с Руговой, который постоянно повторял одни и те же сухие фразы и обещания, активно занимался решением насущных политических вопросов и руководил идеологической и стратегической политикой Демократической лиги Косово и албанского движения ... Агани проводил прагматичную политику и оказывал сильное влияние на политику в области права, уравновешивая тем самым позиции сторон в напряжённых отношениях между руководящими структурами движения и центрами власти, то есть парламентом и правительством Косово.

## Косовская война и гибель
Агани оставался в Косово во время войны и избежал первоначальной чистки видных косовских албанцев из Приштины, проведённой сербскими военными. НАТО ошибочно объявило о его смерти через несколько дней после начала своей операции против Югославии в марте 1999 году, но он на самом деле скрывался в конспиративных квартирах в течение пяти недель, которые потратил на то, чтобы начать писать книгу. Агани попытался бежать в Македонию на поезде, но на границе его остановили. Поезд был отправлен обратно в Приштину, а Агани был снят с него сербской полицией. Несколько дней спустя его тело было найдено недалеко от деревни Липян. Сербские СМИ обвинили в его гибели Армию освобождения Косово, его же семья, АОК и западные политики — силы безопасности Югославии.